# Récepteur GABAA-rho
Le récepteur GABAA-rho (anciennement nommé récepteur GABAC) est un récepteur de type GABAA constitué seulement de sous-unités rho (ρ). Ce type de récepteur forme une sous-classe des récepteurs GABAA. Les récepteurs GABAA, ceux de la sous-classe ρ inclus, sont des récepteurs ionotropes transmettant les effets de l'acide γ-aminobutyrique (GABA) qui est le neurotransmetteur inhibiteur majeur dans le cerveau. De la même manière que les récepteurs GABAA, les récepteurs GABAA-rho sont exprimés dans différentes régions du cerveau. Néanmoins, à l'inverse des autres récepteur GABAA, les récepteurs GABAA-rho sont fortement exprimés dans la rétine.